# 亞洲高清台電視劇集列表
本列表是亞洲電視劇集列表的子列表，列舉亞洲電視亞洲高清台劇集。

## 2009年
| 首播日期 | 集數 | 來源 | 劇名         | 演員                                   | 官方網頁 | 備註             |
| 04月17日 | 18   | 韓國 | 追趕江南媽媽 | 河熙羅、柳俊相、金成恩、鄭善敬、林成敏 |          |                  |
| 03月7日  | 20   | 中國 | 俠侶探案     | 谷智鑫、應采兒、方中信、保劍鋒、楊恭如 |          | 續播aTV高清頻道  |
| 04月17日 | 20   | 韓國 | 鹽娃娃       | 黃秀貞、金英浩、鄭愛延、金友錫、史 江  |          |                  |
| 07月8日  | 36   | 韓國 | 風之國       | 宋一國、崔貞媛、朴建炯、鄭進永、吳允兒 |          |                  |
| 10月5日  | 100  | 韓國 | 好老婆大聯盟 | 吳賢慶、李相宇、金海淑、吳大奎、劉荷娜 | 網頁     | 與本港台同步播映 |
| 10月31日 | 11   | 日本 | 為食神探2    | 東山紀之、森田剛、須賀健太、小池裡奈   |          |                  |
| 11月3日  | 36   | 中國 | 愛無悔       | 杜 淳、高圓圓、劉德凱、保劍鋒、趙 靜   | 網頁     | 與本港台同步播映 |
| 11月23日 | 84   | 韓國 | 錯愛仍是愛   | 尹晶喜、李太坤、漢惠淑、朴海美         | 網頁     | 與本港台同步播映 |
| 12月21日 | 25   | 中國 | 亂世艷陽天   | 陳秀雯、翁家明、袁詠儀、嚴 寬          | 網頁     | 與本港台同步播映 |

## 2010年
| 首播日期 | 集數 | 來源 | 劇名           | 演員                                     | 官方網頁 | 備註             |
| 01月11日 | 92   | 韓國 | 正印出頭天     | 梁靜雅、李畢茂、李世昌、李熙妍           | 網頁     | 與本港台同步播映 |
| 02月27日 | 9    | 日本 | 四個謊言       | 永作博美、寺島忍、高島禮子、羽田美智子   |          |                  |
| 03月1日  | 68   | 中國 | 傾城之戀       | 陳 數、黃 覺、陳麗麗、王學兵             | 網頁     | 與本港台同步播映 |
| 03月22日 | 55   | 韓國 | 一屋叉燒的家庭 | 孙贤周、朴善英、李畢茂、柳 善            | 網頁     | 與本港台同步播映 |
| 05月19日 | 46   | 日本 | 篤姬           | 宮崎葵、佐佐木澄江、涼風真世、瑛太       | 網頁     | 與本港台同步播映 |
| 06月7日  | 102  | 韓國 | 愛情犀利哥     | 趙東赫、韓智慧、金智錫、劉仁英           | 網頁     | 與本港台同步播映 |
| 06月13日 | 11   | 日本 | 我miss係大佬3  | 仲間由紀惠、生瀨勝久、高木雄也、三浦春馬 | 網頁     | 高清版           |
| 06月14日 | 91   | 中國 | 李小龍傳奇     | 陳國坤、Michelle Lang、Ray Park          | 網頁     | 與本港台同步播映 |
| 07月26日 | 35   | 香港 | 法網群英       | 吳啟華、陳秀雯、呂頌賢、萬綺雯           | 網頁     | 與本港台同步播映 |
| 09月13日 | 30   | 香港 | 勝者為王       | 張智霖、蔡少芬、杜文澤、徐少強           | 網頁     | 與本港台同步播映 |
| 10月25日 | 75   | 香港 | 香港GoGoGo     | 何守信、鮑起靜、吳婉儀、黎燕珊           | 網頁     | 與本港台同步播映 |
| 10月25日 | 34   | 中國 | 書劍恩仇錄     | 喬振宇、劉德凱、鄭少秋、周麗淇           | 網頁     | 與本港台同步播映 |
| 11月1日  | 61   | 韓國 | 敗犬男大聯盟   | 安內相、吳大奎、李俊赫、都知嫄           | 網頁     | 與本港台同步播映 |
| 12月11日 | 11   | 台灣 | 桃花小妹       | 汪東城、王心凌、黃靖倫、辰亦儒           | 網頁     | 高清版           |
| 12月14日 | 30   | 中國 | 愛上女主播     | 張 赫、朱 丹、楊謹華、吳 健              | 網頁     | 高清版           |

## 2011年
| 首播日期 | 集數 | 來源 | 劇名          | 演員                                       | 官方網頁 | 備註   |
| 01月8日  | 70   | 韓國 | 媽媽發瀾渣    | 金惠子、申恩慶、金智有、奇太映、李順才     | 網頁     | 高清版 |
| 01月18日 | 30   | 中國 | 吉星高照      | 張達明、趙榮、黃一飛、魯牛、黃一山、朱咪咪 | 網頁     |        |
| 01月25日 |      | 韓國 | 熟女ChaChaCha | 沈慧珍、朴海美、吳滿錫、李青兒、朴寒別     | 網頁     | 高清版 |